# Independencia (Tulio Febres Cordero)
Pour les articles homonymes, voir Independencia.
Independencia est l'une des quatre divisions territoriales et statistiques dont l'une des trois paroisses civiles de la municipalité de Tulio Febres Cordero dans l'État de Mérida au Venezuela. Sa capitale est Palmarito.